# Der Tiger von Utah
Der Tiger von Utah (Originaltitel: Ride the Man Down) ist ein US-amerikanischer Western aus dem Jahr 1952 von Joseph Kane mit Brian Donlevy, Rod Cameron und Ella Raines in den Hauptrollen. Der Film wurde von Republic Pictures produziert und basiert auf dem Fortsetzungsroman Ride the Man Down von Luke Short.

## Handlung
1892 verschwindet der Rinderbaron Phil Evarts während eines Schneesturms. Die Hatchet Ranch wird seinem Bruder John und dessen Tochter Celia überschrieben. Zur Ranch gehört freies Weideland, auf dem die benachbarten Rancher im Frühling ihr Vieh weiden lassen. Einige der Rancher wie Red Courteen missgönnen den Evarts den Besitz und die damit verbundene Macht. Andere Rancher wollen sich nach Phils Verschwinden das in ihren Augen freie Land aneignen. 
Will Ballard, Vorarbeiter auf der Hatchet Ranch, will Celia die Ranch in bestem Zustand übergeben. Er findet nur wenige Unterstützer wie Sheriff Kneen. Seiner Freundin Lottie Priest wäre es lieber, wenn er sich mehr um sie als um die Ranch kümmern würde. Ihr Vater Lowell führt einen Gemischtwarenladen und macht mit dem Rancher Harve Garrison Geschäfte mit Vieh. Celias Verlobter Sam Danfelser schlägt vor, dem Rancher Bide Marriner das Wasserloch Indian Springs zu überlassen, das dieser eh schon besetzt hält. Um die Besetzer des Weidelands zu entmutigen, hat Will mit Hilfe seiner Rancharbeiter die Rinder, die nicht zur Hatchet Ranch gehören, zusammengetrieben. Als Ray Cavanaugh erfährt, dass sein Vieh zurückgehalten wird, erschießt er John Evarts aus dem Hinterhalt und versteckt die Leiche. Will sucht nach John und findet heraus, dass Cavanaugh der Mörder ist. Sein vertrauter Umgang mit Celia macht Sam eifersüchtig, der ihn erfolglos feuern lassen will. Auch Lottie ist eifersüchtig und verärgert, dass das Vieh, das ihr Vater gekauft hat, unter den zurückgehaltenen Rindern ist. 
Will und sein Helfer Ike Adams begegnen den gerade erwachsen gewordenen Brüdern Mel und Jim Young, die ihre Rinder auf dem Weideland grasen lassen. Die beiden erklären, dass Courteen ihnen gesagt habe, dass das Land frei sei und wollen sich zurückziehen. Will stellt die beiden als Rancharbeiter ein, sie erhalten Kost und Weiderechte. Sie bleiben auch loyal zur Hatchet Ranch, als andere Rancharbeiter aus Angst vor einem Krieg unter den Ranchern kündigen. In der Zwischenzeit fordert Marriner den Sheriff auf, Cavanaugh zu verhaften. Vor Gericht soll er dann Notwehr geltend machen. Der Freispruch wäre für Will und Celia eine Niederlage. Seit dem Mord an John ist Kneens Neutralität jedoch gewichen. So greift er nicht ein, als Will Cavanaugh zu einem Duell fordert und ihm sogar den ersten Schuss lässt. Cavanaugh verfehlt Will und wird von diesem erschossen, als er zu fliehen versucht.
Während Garrison und andere Rancher sich nicht an einer Festnahme Wills beteiligen wollen, lässt Courteen seine Männer Wills Büro demolieren, wobei Ike angeschossen wird. Sam hat sich in seiner Eifersucht mit Marriner zusammengetan und versucht, Will eine Falle zu stellen. Celia kann Will warnen und löst ihre Verlobung mit Sam. Lottie sagt sich von Will los, der sich auf der Cavanaugh Ranch versteckt. Dort findet ihn Celia, der er sein weiteres Vorgehen erklärt. Mel und Jim sprengen das Wasserloch Indian Springs, was Marriner und Sam veranlasst, bekannt zu geben, dass sie ihr Vieh noch weiter auf Hatchet-Land treiben werden. Zu ihrer Überraschung will Sheriff Kneen einen US-Marshal zu Hilfe rufen. Zwar sei Indian Springs offenes Land, doch Evarts habe sich das Land amtlich schützen lassen, so dass der Viehtrieb gegen Bundesrecht verstoße. Im Telegrafenamt will Marriner Kneen erschießen, wird jedoch selber vom schneller ziehenden Sheriff getötet. 
Lottie hat Courteen Wills Plan verraten, die zurückgehaltenen Rinder zur Hatchet Ranch zu treiben. Zusammen mit Sam greift Courteen den Viehtrieb an, wird dabei jedoch getötet. Während Jim die Angreifer ablenkt, können sich Will, Ike und der angeschossene Mel in der Cavanaugh-Scheune verstecken. Sam lässt Courteens Männer weiterhin Jim verfolgen, während er sich alleine auf die Suche nach Will macht. Am Abend erreicht Celia die Scheune und warnt Will vor Sam. Genau zu diesem Zeitpunkt hören sie, dass Sam die Ranch erreicht hat. Während sich Will und Ike auf den Kampf vorbereiten, schleicht sich Celia aus der Scheune. Die Männer hören einen Schuss und eilen nach draußen. Will und der mittlerweile auf der Ranch angekommene Jim schießen auf den Reiter. Celia kommt unter den Bäumen hervor, der erleichterte Will sagt ihr, dass die Hatchet Ranch nun sicher sei.

## Produktion

### Hintergrund
Gedreht wurde der Film im April 1952 in Kanab, Utah.

### Stab
John McCarthy Jr. und Ted Offenbecker waren für das Szenenbild zuständig, Adele Palmer für die Kostüme. Wilson Grantham und die Brüder Theodore und Howard Lydecker schufen die Spezialeffekte.

### Besetzung
In kleinen nicht im Abspann erwähnten Nebenrollen traten Rudy Bowman und Francis McDonald auf.

## Synchronisation
| Rolle         | Schauspieler    | Deutscher Synchronsprecher |
| ------------- | --------------- | -------------------------- |
| Will Ballard  | Rod Cameron     | Curt Ackermann             |
| Celia Evarts  | Ella Raines     | Inge Landgut               |
| Sam Danfelser | Forrest Tucker  | Siegfried Schürenberg      |
| Ike Adams     | Chill Wills     | Eduard Wandrey             |
| Sheriff Kneen | J. Carrol Naish | Klaus Miedel               |
| Red Courteen  | Jim Davis       | Horst Niendorf             |
| Ray Cavanaugh | Paul Fix        | Hans Hessling              |

## Veröffentlichung
Die Premiere des Films fand am 25. November 1952 statt. In der Bundesrepublik Deutschland kam er am 29. Juli 1955 in die Kinos, in Österreich im März 1956.

## Kritiken
Das Lexikon des internationalen Films schrieb: „Routinierter Western nach den üblichen Mustern des Genres, anspruchslos und ohne sonderlichen Aufwand als "C-Produktion" inszeniert.“
Der Kritiker des TV Guide sah einen Western mit angemessen rauer und deutlicher Darstellung, die jedoch an einer Überfülle von Dialog leide. Die Regie habe nicht das Fingerspitzengefühl, welches der Stoff benötige.